# Гуркин, Михаил Антонович
Михаил Антонович Гуркин (род. 1928 / 1929) — советский футболист, защитник, нападающий.
Начинал играть в 1949 году в «Шахтёре» Кемерово. В 1950 году в классе «А» сыграл за «Торпедо» Сталинград 15 матчей, забил один гол. В классе «Б» выступал за «Торпедо» (1951—1953), «Металлург» Днепропетровск (1954—1956), «Химик» Днепродзержинск (1957; 1956 — КФК), «Металлург» Сталинград (1958). Полуфиналист Кубка СССР 1954.